# La famiglia Passaguai
Pour plus de détails, voir Fiche technique et Distribution.
La famiglia Passaguai  est un film italien réalisé par Aldo Fabrizi, sorti en 1951.
Le film s'inspire de la nouvelle La Cabina 124  de Anton Germano Rossi,.

## Synopsis
Le « cavaliere » Peppe Valenzi dit Passaguai décide de profiter d'un avantage accordé par le comité de l'entreprise qui l'emploie et emmène un dimanche femme et enfants à la mer près de Fiumicino. C'est le commencement d'une série d'avatars sous la forme d'un cauchemar comique.

## Fiche technique
- Titre : La famiglia Passaguai
- Réalisateur : Aldo Fabrizi
- Sujet : Anton Germano Rossi
- Scénario : Aldo Fabrizi, Mario Amendola, Ruggero Maccari
- Producteur : Aldo Fabrizi
- Photographie : Mario Bava
- Montage : Mario Bonotti, Nella Nannuzzi
- Musique : Enrico Simeone
- Maison de production : Alfa Film
- Distribution : Rank Film
- Pays :  Italie
- Format : Noir et blanc - 1,37:1 - Son mono
- Genre : Comique
- Durée : 90 min
- Date de sortie :
  - Italie : 20 décembre 1951

## Distribution
- Aldo Fabrizi : Giuseppe Passaguai
- Ave Ninchi : Margherita Passaguai
- Peppino De Filippo : Rag. Mazza
- Luigi Pavese : Alberto
- Nyta Dover : Marisa
- Enrico Luzi : Seccatore
- Tino Scotti : Comm. Villetti
- Giovanni Grasso : Vendeur de concombres
- Giovanna Ralli: Marcella Passaguai
- Carlo Delle Piane: Gino Passaguai